# Польско-хорватские отношения
Польско-хорватские отношения — двусторонние дипломатические отношения между Польшей и Хорватией.
Государства являются членами Европейского союза, НАТО, Всемирной торговой организации, Инициативы трёх морей, Организации экономического сотрудничества и развития, Организации по безопасности и сотрудничеству в Европе, Совета Европы и Организации Объединённых Наций.

## История
Вплоть до начала XX-го века отношения Польша контактировала с государствами, в состав которых входила территория современной Хорватии, например с Венгрией, Австрией и Югославией. Хорватия входила в состав Унии Венгрии и Польши во время правления королей Людовика I Венгерского в 1370—1382 годах и Владислава III Варненчика в 1440—1444 годах. Поляки и хорваты сражались вместе во время османского вторжения в Европу в нескольких битвах, в том числе при Никополе (1396), Варне (1444) и Мохаче (1526).
В межвоенный период Генеральное консульство Польши находилось в Загребе, а почётные консульства Польши находились в Дубровнике, Сплите и Сушаке.
После вторжения в Польшу, которое положило начало Второй мировой войне в 1939 году, поляки бежали из оккупированной Польши в Румынию, пролегал через Винковци и Загреб. Также поляки бежали через Италию в союзную Францию, где Польская армия была создана для продолжения борьбы с Германией.
Польша признала независимость Хорватии 15 января 1992 года. Дипломатические отношения между государствами были установлены 11 апреля 1992 года.
Во время югославских войн хорватская 103-я пехотная бригада приняла небольшое количество польских добровольцев. В 1992—1995 годах польский военный контингент был размещен в Хорватии в рамках миротворческой миссии UNPROFOR. С 2018 года хорватский военный контингент размещён в Польше в рамках сил обороны Расширенного передового присутствия НАТО.
18 апреля 2010 года, день похорон Леха и Марии Качиньских, был объявлен в Хорватии днём национального траура в память о 96 жертвах авиакатастрофы в Смоленске.
Поляки являются официально признанным национальным меньшинством Хорватии.

## НАТО и Европейский союз
Польша вступила в НАТО и ЕС в 1999 и 2004 годах соответственно. Польша поддержала стремление Хорватии вступить в НАТО и ратифицировала её вступление в 2008 году. Польша поддержала стремление Хорватии вступить в ЕС и ратифицировала вступление Хорватии в 2012 году. Хорватия вступила в НАТО в 2009 году, а в ЕС — в 2013 году.

## Дипломатические представительства
- Польша содержит посольство в Загребе[7].
- Хорватия имеет посольство в Варшаве[8].